# Henrik K'asparyan
Henrik K'asparyan (in armeno Հենրիկ Գասպարյան?; in russo Генрих Моисеевич Каспарян?, Genrich Moiseevič Kasparjan; Tbilisi, 27 febbraio 1910 – Erevan, 27 dicembre 1995) è stato uno scacchista, compositore di scacchi e ingegnere armeno-sovietico.

## Biografia
Ingegnere civile di professione, ottenne il titolo di Maestro Internazionale nel 1950, di Arbitro Internazionale nel 1956 e di Grande Maestro della composizione nel 1972 (tra i primi quattro ad ottenere tale titolo dalla FIDE).
K'asparyan è noto soprattutto come uno dei più grandi compositori di studi, ma è stato anche un fortissimo giocatore. Ha vinto per ben 10 volte il campionato dell'Armenia dal 1934 al 1956 (nel 1947 e 1948 ex aequo con Petrosjan), è stato tre volte campione di Tbilisi (1931, 1937 e 1945) e ha partecipato a quattro finali del Campionato sovietico (1931, 1937, 1947 e 1952). Nel 1936 vinse un match contro Vitalij Čechover (+ 6 = 7 – 4).
Nel campo della composizione iniziò con i problemi in tre e più mosse, ma dal 1930 si dedicò solo agli studi. Compose circa 600 lavori, la maggior parte sul tema della dominazione, ottenendo ben 57 primi premi . Vinse diverse volte il campionato sovietico della composizione.
Nel 1959 pubblicò il libro Partite e studi scelti, in parte autobiografico, comprendente 40 sue partite e 150 suoi studi. Nel 1962 pubblicò un libro sulla patta posizionale e l'anno successivo la sua opera maggiore, 2.500 Finales (Buenos Aires, 1963).

## Uno studio di Henrik K'asparyan
|   | a | b | c | d | e | f | g | h |   |
| 8 | g7 cavallo del bianco · a6 re del bianco · d6 pedone del nero · e6 alfiere del bianco · c5 re del nero · a4 alfiere del nero · d3 pedone del bianco | g7 cavallo del bianco · a6 re del bianco · d6 pedone del nero · e6 alfiere del bianco · c5 re del nero · a4 alfiere del nero · d3 pedone del bianco | g7 cavallo del bianco · a6 re del bianco · d6 pedone del nero · e6 alfiere del bianco · c5 re del nero · a4 alfiere del nero · d3 pedone del bianco | g7 cavallo del bianco · a6 re del bianco · d6 pedone del nero · e6 alfiere del bianco · c5 re del nero · a4 alfiere del nero · d3 pedone del bianco | g7 cavallo del bianco · a6 re del bianco · d6 pedone del nero · e6 alfiere del bianco · c5 re del nero · a4 alfiere del nero · d3 pedone del bianco | g7 cavallo del bianco · a6 re del bianco · d6 pedone del nero · e6 alfiere del bianco · c5 re del nero · a4 alfiere del nero · d3 pedone del bianco | g7 cavallo del bianco · a6 re del bianco · d6 pedone del nero · e6 alfiere del bianco · c5 re del nero · a4 alfiere del nero · d3 pedone del bianco | g7 cavallo del bianco · a6 re del bianco · d6 pedone del nero · e6 alfiere del bianco · c5 re del nero · a4 alfiere del nero · d3 pedone del bianco | 8 |
| 7 | g7 cavallo del bianco · a6 re del bianco · d6 pedone del nero · e6 alfiere del bianco · c5 re del nero · a4 alfiere del nero · d3 pedone del bianco | g7 cavallo del bianco · a6 re del bianco · d6 pedone del nero · e6 alfiere del bianco · c5 re del nero · a4 alfiere del nero · d3 pedone del bianco | g7 cavallo del bianco · a6 re del bianco · d6 pedone del nero · e6 alfiere del bianco · c5 re del nero · a4 alfiere del nero · d3 pedone del bianco | g7 cavallo del bianco · a6 re del bianco · d6 pedone del nero · e6 alfiere del bianco · c5 re del nero · a4 alfiere del nero · d3 pedone del bianco | g7 cavallo del bianco · a6 re del bianco · d6 pedone del nero · e6 alfiere del bianco · c5 re del nero · a4 alfiere del nero · d3 pedone del bianco | g7 cavallo del bianco · a6 re del bianco · d6 pedone del nero · e6 alfiere del bianco · c5 re del nero · a4 alfiere del nero · d3 pedone del bianco | g7 cavallo del bianco · a6 re del bianco · d6 pedone del nero · e6 alfiere del bianco · c5 re del nero · a4 alfiere del nero · d3 pedone del bianco | g7 cavallo del bianco · a6 re del bianco · d6 pedone del nero · e6 alfiere del bianco · c5 re del nero · a4 alfiere del nero · d3 pedone del bianco | 7 |
| 6 | g7 cavallo del bianco · a6 re del bianco · d6 pedone del nero · e6 alfiere del bianco · c5 re del nero · a4 alfiere del nero · d3 pedone del bianco | g7 cavallo del bianco · a6 re del bianco · d6 pedone del nero · e6 alfiere del bianco · c5 re del nero · a4 alfiere del nero · d3 pedone del bianco | g7 cavallo del bianco · a6 re del bianco · d6 pedone del nero · e6 alfiere del bianco · c5 re del nero · a4 alfiere del nero · d3 pedone del bianco | g7 cavallo del bianco · a6 re del bianco · d6 pedone del nero · e6 alfiere del bianco · c5 re del nero · a4 alfiere del nero · d3 pedone del bianco | g7 cavallo del bianco · a6 re del bianco · d6 pedone del nero · e6 alfiere del bianco · c5 re del nero · a4 alfiere del nero · d3 pedone del bianco | g7 cavallo del bianco · a6 re del bianco · d6 pedone del nero · e6 alfiere del bianco · c5 re del nero · a4 alfiere del nero · d3 pedone del bianco | g7 cavallo del bianco · a6 re del bianco · d6 pedone del nero · e6 alfiere del bianco · c5 re del nero · a4 alfiere del nero · d3 pedone del bianco | g7 cavallo del bianco · a6 re del bianco · d6 pedone del nero · e6 alfiere del bianco · c5 re del nero · a4 alfiere del nero · d3 pedone del bianco | 6 |
| 5 | g7 cavallo del bianco · a6 re del bianco · d6 pedone del nero · e6 alfiere del bianco · c5 re del nero · a4 alfiere del nero · d3 pedone del bianco | g7 cavallo del bianco · a6 re del bianco · d6 pedone del nero · e6 alfiere del bianco · c5 re del nero · a4 alfiere del nero · d3 pedone del bianco | g7 cavallo del bianco · a6 re del bianco · d6 pedone del nero · e6 alfiere del bianco · c5 re del nero · a4 alfiere del nero · d3 pedone del bianco | g7 cavallo del bianco · a6 re del bianco · d6 pedone del nero · e6 alfiere del bianco · c5 re del nero · a4 alfiere del nero · d3 pedone del bianco | g7 cavallo del bianco · a6 re del bianco · d6 pedone del nero · e6 alfiere del bianco · c5 re del nero · a4 alfiere del nero · d3 pedone del bianco | g7 cavallo del bianco · a6 re del bianco · d6 pedone del nero · e6 alfiere del bianco · c5 re del nero · a4 alfiere del nero · d3 pedone del bianco | g7 cavallo del bianco · a6 re del bianco · d6 pedone del nero · e6 alfiere del bianco · c5 re del nero · a4 alfiere del nero · d3 pedone del bianco | g7 cavallo del bianco · a6 re del bianco · d6 pedone del nero · e6 alfiere del bianco · c5 re del nero · a4 alfiere del nero · d3 pedone del bianco | 5 |
| 4 | g7 cavallo del bianco · a6 re del bianco · d6 pedone del nero · e6 alfiere del bianco · c5 re del nero · a4 alfiere del nero · d3 pedone del bianco | g7 cavallo del bianco · a6 re del bianco · d6 pedone del nero · e6 alfiere del bianco · c5 re del nero · a4 alfiere del nero · d3 pedone del bianco | g7 cavallo del bianco · a6 re del bianco · d6 pedone del nero · e6 alfiere del bianco · c5 re del nero · a4 alfiere del nero · d3 pedone del bianco | g7 cavallo del bianco · a6 re del bianco · d6 pedone del nero · e6 alfiere del bianco · c5 re del nero · a4 alfiere del nero · d3 pedone del bianco | g7 cavallo del bianco · a6 re del bianco · d6 pedone del nero · e6 alfiere del bianco · c5 re del nero · a4 alfiere del nero · d3 pedone del bianco | g7 cavallo del bianco · a6 re del bianco · d6 pedone del nero · e6 alfiere del bianco · c5 re del nero · a4 alfiere del nero · d3 pedone del bianco | g7 cavallo del bianco · a6 re del bianco · d6 pedone del nero · e6 alfiere del bianco · c5 re del nero · a4 alfiere del nero · d3 pedone del bianco | g7 cavallo del bianco · a6 re del bianco · d6 pedone del nero · e6 alfiere del bianco · c5 re del nero · a4 alfiere del nero · d3 pedone del bianco | 4 |
| 3 | g7 cavallo del bianco · a6 re del bianco · d6 pedone del nero · e6 alfiere del bianco · c5 re del nero · a4 alfiere del nero · d3 pedone del bianco | g7 cavallo del bianco · a6 re del bianco · d6 pedone del nero · e6 alfiere del bianco · c5 re del nero · a4 alfiere del nero · d3 pedone del bianco | g7 cavallo del bianco · a6 re del bianco · d6 pedone del nero · e6 alfiere del bianco · c5 re del nero · a4 alfiere del nero · d3 pedone del bianco | g7 cavallo del bianco · a6 re del bianco · d6 pedone del nero · e6 alfiere del bianco · c5 re del nero · a4 alfiere del nero · d3 pedone del bianco | g7 cavallo del bianco · a6 re del bianco · d6 pedone del nero · e6 alfiere del bianco · c5 re del nero · a4 alfiere del nero · d3 pedone del bianco | g7 cavallo del bianco · a6 re del bianco · d6 pedone del nero · e6 alfiere del bianco · c5 re del nero · a4 alfiere del nero · d3 pedone del bianco | g7 cavallo del bianco · a6 re del bianco · d6 pedone del nero · e6 alfiere del bianco · c5 re del nero · a4 alfiere del nero · d3 pedone del bianco | g7 cavallo del bianco · a6 re del bianco · d6 pedone del nero · e6 alfiere del bianco · c5 re del nero · a4 alfiere del nero · d3 pedone del bianco | 3 |
| 2 | g7 cavallo del bianco · a6 re del bianco · d6 pedone del nero · e6 alfiere del bianco · c5 re del nero · a4 alfiere del nero · d3 pedone del bianco | g7 cavallo del bianco · a6 re del bianco · d6 pedone del nero · e6 alfiere del bianco · c5 re del nero · a4 alfiere del nero · d3 pedone del bianco | g7 cavallo del bianco · a6 re del bianco · d6 pedone del nero · e6 alfiere del bianco · c5 re del nero · a4 alfiere del nero · d3 pedone del bianco | g7 cavallo del bianco · a6 re del bianco · d6 pedone del nero · e6 alfiere del bianco · c5 re del nero · a4 alfiere del nero · d3 pedone del bianco | g7 cavallo del bianco · a6 re del bianco · d6 pedone del nero · e6 alfiere del bianco · c5 re del nero · a4 alfiere del nero · d3 pedone del bianco | g7 cavallo del bianco · a6 re del bianco · d6 pedone del nero · e6 alfiere del bianco · c5 re del nero · a4 alfiere del nero · d3 pedone del bianco | g7 cavallo del bianco · a6 re del bianco · d6 pedone del nero · e6 alfiere del bianco · c5 re del nero · a4 alfiere del nero · d3 pedone del bianco | g7 cavallo del bianco · a6 re del bianco · d6 pedone del nero · e6 alfiere del bianco · c5 re del nero · a4 alfiere del nero · d3 pedone del bianco | 2 |
| 1 | g7 cavallo del bianco · a6 re del bianco · d6 pedone del nero · e6 alfiere del bianco · c5 re del nero · a4 alfiere del nero · d3 pedone del bianco | g7 cavallo del bianco · a6 re del bianco · d6 pedone del nero · e6 alfiere del bianco · c5 re del nero · a4 alfiere del nero · d3 pedone del bianco | g7 cavallo del bianco · a6 re del bianco · d6 pedone del nero · e6 alfiere del bianco · c5 re del nero · a4 alfiere del nero · d3 pedone del bianco | g7 cavallo del bianco · a6 re del bianco · d6 pedone del nero · e6 alfiere del bianco · c5 re del nero · a4 alfiere del nero · d3 pedone del bianco | g7 cavallo del bianco · a6 re del bianco · d6 pedone del nero · e6 alfiere del bianco · c5 re del nero · a4 alfiere del nero · d3 pedone del bianco | g7 cavallo del bianco · a6 re del bianco · d6 pedone del nero · e6 alfiere del bianco · c5 re del nero · a4 alfiere del nero · d3 pedone del bianco | g7 cavallo del bianco · a6 re del bianco · d6 pedone del nero · e6 alfiere del bianco · c5 re del nero · a4 alfiere del nero · d3 pedone del bianco | g7 cavallo del bianco · a6 re del bianco · d6 pedone del nero · e6 alfiere del bianco · c5 re del nero · a4 alfiere del nero · d3 pedone del bianco | 1 |
|   | a | b | c | d | e | f | g | h |   |

Questo studio termina con un "matto modello"  in mezzo alla scacchiera.
- 1. Af5 Rd4
- 2. Ce6+ Re5
- 3. Ah3 Ac2
- 4. d4+ Rd5
- 5. Rb5 Ah7
- 6. Rb4 Ag8
- 7. Rc3 Axe6
- 8. Ag2#